# Дружинин, Пётр Александрович
Пётр Алекса́ндрович Дружи́нин (род. 29 марта 1974, Москва, СССР) — российский историк и филолог, эксперт в области редких книг и рукописей. Кандидат исторических наук, старший научный сотрудник Института русского языка им. В. В. Виноградова Российской Академии Наук.

## Биография
Родился в Москве в семье историков. В 1996 году окончил МГХПА имени С. Г. Строганова по специальности «история изобразительного искусства».
До 2006 года являлся спортсменом (метание молота), неоднократный чемпион г. Москвы по лёгкой атлетике, спортсмен-инструктор.
Окончил аспирантуру МИРЭА по кафедре физики конденсированного состояния (научный руководитель — доктор физико-математических наук, профессор, академик РАН А. С. Сигов).
В 2009 году в РГГУ защитил диссертацию на соискание учёной степени кандидата исторических наук по теме «Геральдический суперэкслибрис XVIII — начала XX века в российских книжных собраниях: источниковедческое исследование» (специальность 07.00.09 — «Историография, источниковедение и методы исторического исследования»), научный руководитель М. Ф. Румянцева.
Приглашённый научный сотрудник Шеффилдского университета (Visiting Research Associate; 2013) и Тель-Авивского университета.

## Научная деятельность
Основная область научных интересов — источниковедение и разработка методами источниковедения различных научных проблем в широком спектре историко-филологических дисциплин, а также вопросы истории естествознания и истории книгопечатания.

### Работы по истории гуманитарной науки
Наиболее известен капитальными научными работами по истории гуманитарной науки под гнётом тоталитаризма в СССР в середине XX века, прежде всего — трёхтомным исследованием «Идеология и филология». Первые два тома (2012) посвящены предыстории и пику кампании по «борьбе с космополитизмом» в СССР в 1940-е годы, в частности — разгрому ленинградской филологической школы (Григорий Гуковский, Виктор Жирмунский, Борис Эйхенбаум, Марк Азадовский и др.); третий том — «Дело Константина Азадовского» (2016) посвящён борьбе Ленинградского КГБ против русского германиста в 1980-е (был переведён на английский язык и выдержал два издания). К этим работам примыкает монографическое исследование по истории русистики первой половины XX века «Как был основан Институт русского языка Академии наук», посвящённое истории замысла создания в Москве научного центра по исследованию русского языка и тем сложностям, которые идеология эпохи создавала на пути его осуществления. Монография «Моцарт и Сальери: Кампания по борьбе с отступлениями от исторической правды и литературные нравы эпохи Андропова» представляет описание малоизученной идеологической кампании, главным событием которой стал поединок Ильи Зильберштейна и Натана Эйдельмана.

### Работы по книговедению
Начиная с 1994 года публикуются работы Дружинина по истории книги; первоначально они были посвящены истории книжного переплёта в связи с гербами XVI—XIX вв. на них. Итогом этих исследований стал первый в русском книговедении сводный каталог геральдических суперэкслибрисов (2000); дополненное и исправленное издание которого вошло в двухтомник «Геральдика и редкая книга: Избранные работы» (2014). В области истории европейского книгопечатания наиболее важным является открытие Дружининым собрания малотиражных изданий прусского короля Фридриха Великого, вывезенных в 1945 году в качестве трофеев в СССР и рассеянных в фонде Библиотеки имени В. И. Ленина; описание этой коллекции (2004) включает в том числе открытые Дружининым маргиналии на них Вольтера. Также им предпринята серия статей о сербском просветителе и книгоиздателе Захарии Орфелине; издан ряд каталогов частных собраний, в том числе описание книг с дарственными надписями в библиотеке профессора Г. Макогоненко (2006). Наиболее капитальным из всех книговедческих работ стал монументальный каталог «Музей книги» в трёх томах (2021), в котором с привлечением множества неизвестных архивных источников по книговедению и истории литературы описано одно из наиболее ценных частных книжных собраний современной России. Популяризация этой области знаний была предпринята в книге Дружинина «Антикварная книга от А до Я или Пособие для коллекционеров и антикваров, а также для всех любителей старинных книг» (2024).

### Публикация исторических источников
Известен публикацией исторических источников, преимущественно относящихся к XVIII веку. В 2002 году вышла его книга «Неизвестные письма русских писателей князю А. Б. Куракину», в которой помещён свод открытых и впервые публикуемых Дружининым писем классиков русской литературы — Гавриила Державина, Дениса Фонвизина, Ипполита Богдановича, Михаила Щербатова и др., а также ряд их неизвестных литературных произведений; эта публикация стала самым крупным за последние десятилетия открытием эпистолярного корпуса в области русской литературы XVIII века. Дружининым был подготовлен к печати свод десяти томов «Общего гербовника дворянских родов» (2009), а также «Списки кавалерам русских орденов» Н. Н. Бантыша-Каменского: сперва вышло исправленное издание этого справочника (2005), впоследствии серьёзно дополненное и переработанное (2018).

### Критика письменных источников и вопросы подлинности
Отдельным направлением научной работы Дружинина в связи с деятельностью Института русского языка РАН является разработка вопросов подлинности рукописных и печатных источников, в частности, изучение фальсификатов новейшего времени. Опубликованы итоговые работы о фальсификатах рукописей Анны Ахматовой, Михаила Булгакова
,
Григория Распутина
,
Осипа Мандельштама
,
Исаака Бабеля
,
В. И. Ленина
; отдельная глава о фальсификатах книг и рукописей с описанием примеров из наследия Бориса Пастернака, Антона Чехова и др. опубликована его монографии Дружинина «Антикварная книга от А до Я» (2023). 
В 2024 году в ежегоднике Научного совета «История мировой культуры» РАН «Памятники культуры. Новые открытия - 2024»
, посвящённом 300-летию РАН, опубликована итоговая работа Дружинина «Грозна туча над Расеей: К вопросу о подлинности пророчеств Григория Распутина», в которой убедительно доказана апокрифичность знаменитых пророчеств, приписываемых Григорию Распутину.

### Работы по истории изобразительного искусства
Основные интересы Дружинина в данной области — история русского и европейского искусства XVIII века. Первые научные работы написаны Дружининым-студентом, дипломная работа которого была посвящена истории гравюры и новым материалам о биографии Гавриила Скородумова. Описанию коллекции русских гравированных портретов выдающегося собирателя XIX века Григория Геннади позднее посвящена отдельная монография(2004). Цикл работ по истории скульптуры (изданы в 1997—2002 гг.) посвящён наследию Федота Шубина — атрибуции портретов и публикации неизвестных архивных материалов. Наибольший вклад Дружинина в искусствознание — его итоговая монография по теме «Силуэт в России в XVIII веке» (2023), исчерпывающе раскрывающая историю и развитие силуэта как графической техники.

### Работы по истории архитектуры
В 2001 году вышла книга Дружинина «Дворец советов: Проект академика А. В. Щусева», в которой изложен обзор проектирования Дворца Советов, а также впервые опубликованы ранее неизвестные проекты зодчего из частных собраний. Много более важной для отечественной науки является монография «„Дело Щусева“. 1937 год в истории советской архитектуры» (2024) с публикацией большого комплекса ранее неизвестных архивных документов, которая стала не только существенным вкладом в биографию А. В. Щусева, но и исключительным по своей ценности источником для истории советской архитектуры эпохи Большого террора.

### Работы по истории естествознания
Ранние работы посвящены истории физики в XVII веке (в том числе найденной учёным в библиотеке Ватикана неизвестной книге Галилея (2005); также им публиковались неизвестные тексты Л. Д. Ландау. На абсолютно неизвестных и ранее секретных материалах построено исследование «Антропологические исследования в советских лагерях для военнопленных в 1940-е гг» (2024). Главным достижением Дружинина стало установление в 2019 году точной даты выхода в свет Периодической системы химических элементов («Таблицы Менделеева»): посвящённая этому исследованию монография была переведена в 2020 на английский язык.

## Награды
- Международная премия имени Е. Г. Эткинда 2014 года «За выдающийся вклад в развитие научных, культурных и литературных связей России и Запада» в номинации «За лучшую книгу о русской культуре» — за документальное исследование «Идеология и филология» (М., 2012, т. 1 — 2).[31]
- Премия и Медаль У. Иваска FISAE (Fédération Internationale des Sociétés d'Amateurs d'Ex-libris)[32] 2016 года «За выдающийся вклад в научное изучение книжного знака» за цикл монографий по истории книжного знака, изданных с 1994 по 2014.[33]
- Книжная премия "Арх Москва" 2025 года в номинации «Лучшее издание по истории архитектуры» за монографию «„Дело Щусева“: 1937 год в истории советской архитектуры» (М., 2024).[34]

## Книги и монографии
- Дружинин П. А. Книжный переплёт и суперэкслибрис как памятники декоративно-прикладного искусства. — М., 1994. — 66 с.
- Дружинин П. А. Полярная библиотека Бориса Александровича Кремера: Библиографическое описание. — М., 1999. — 183 с.
- Дружинин П. А. Русский геральдический суперэкслибрис. — М., 2000. — 227 с.[35]
- Дружинин П. А. Дворец Советов: Проект академика А. В. Щусева. — М., 2001. — 80 с. — ISBN 5936460185.
- Дружинин П. А. Неизвестные письма русских писателей князю Александру Борисовичу Куракину (1752—1818). — М.: Трутень, 2002. — 505 с. — 500 экз. — ISBN 5-94926-001-5.
- Дружинин П. А. Собрание русских гравированных портретов в коллекции Г. Н. Геннади (описание). — М.: Трутень, 2004. — 304 с. — 500 экз. — ISBN 5-94926-005-8.
- Дружинин П. А. Книги Фридриха Великого. — М.: Трутень, 2004. — 296 с. — 300 экз. — ISBN 5-94926-004-X.[36]
- Бантыш-Каменский Н. Н. Списки кавалерам императорских российских орденов... / Подг. к печ. П. А. Дружинин. — М.: Трутень, 2006. — 228 с. — 500 экз. — ISBN 5-94926-007-4.
- Дружинин П. А., Соболев А. Л. Книги с дарственными надписями в библиотеке Г. П. Макогоненко. — М.: Трутень, 2006. — 236 с. — 500 экз. — ISBN 5-94926-008-2.
- Общий гербовник дворянских родов Всероссийской империи / Подг. к печ. П. А. Дружинин. — М.: Трутень, 2009. — 708 с. — ISBN 978-5-904007-02-7.
- Дружинин П. А. Идеология и филология. Ленинград, 1940-е годы: Документальное исследование. — М., 2012. — Т. 1-2. — 592, 704 с. — (Филологическое наследие). — ISBN 978-5-86793-983-0. — ISBN 978-5-86793-981-6. — ISBN 978-5-86793-982-3.[37]
- Дружинин П. А. Геральдика и редкая книга. — М.: Трутень, 2014. — Т. 1-2. — 264, 270 с. — 500 экз. — ISBN 978-5-904007-07-2.
- Дружинин П. А. Идеология и филология. Дело Константина Азадовского: Документальное исследование. — М., 2016. — Т. 3. — 528 с. — (Гуманитарное наследие). — ISBN 978-5-4448-0557-2.[38]
- Бантыш-Каменский Н. Н. Списки кавалерам российских орденов, 1699—1796 / 3-е изд., перераб. и значит. дополн. П. А. Дружининым. — М.: Трутень, 2018. — 320 с. — 500 экз. — ISBN 978-5-904007-16-4.
- Дружинин П. А. Загадка «Таблицы Менделеева»: История публикации открытия Д. И. Менделеевым Периодического закона. — М., 2019. — 168 с. — (История науки). — ISBN 978-5-4448-0976-1.[39]
- Дружинин П. А., Соболев А. Л. Музей книги Петра Дружинина и Александра Соболева. — М., 2021. — Т. 1-3.[40]
- Petr A. Druzhinin. The Soviet Suppression of Academia: The Case of Konstantin Azadovsky. — London: Bloomsbury Academic, 2022. — 280 с. — ISBN 978-1-350-13613-7.
- Дружинин П. А. Силуэт в России в XVIII веке. — М.: Кучково поле Музеон, 2023. — 496 с. — ISBN 978-5-907174-96-2.[41]
- Дружинин П. А. Антикварная книга от А до Я, или Пособие для коллекционеров и антикваров. — М.: НЛО, 2023. — 608 с. — ISBN 978-5-4448-1977-7.
- Дружинин П. А. Моцарт и Сальери. Кампания по борьбе с отступлениями от исторической правды и литературные нравы эпохи Андропова. — М.: Новое литературное обозрение, 2024. — 440 с. — ISBN 978-5-4448-2229-6.
- Дружинин П. А. Как был основан Институт русского языка Академии наук. — М.: Институт русского языка им. В. В. Виноградова РАН, 2024. — 306 с. — ISBN 978-5-7164-1423-5.
- Дружинин П. А. «Дело Щусева». 1937 год в истории советской архитектуры. — М.: Кучково поле Музеон, 2024. — 592 с. — ISBN 978-5-907589-98-8.